# Katsuaki Susa
Pour les articles homonymes, voir Susa.
Katsuaki Susa (須佐 勝明, Susa Katsuaki) est un boxeur japonais né le 13 septembre 1984.

## Carrière
Sa carrière amateur est marquée par deux médailles de bronze aux Jeux asiatiques de Doha en 2006 et d'Incheon en 2010 dans la catégorie poids mouches.

### Jeux olympiques
- Qualifié pour les Jeux de 2012 à Londres, Angleterre

### Boxe aux Jeux asiatiques
- Médaille de bronze en -52 kg en 2010 à Incheon, Corée du Sud
- Médaille de bronze en -51 kg en 2006 à Doha,  Qatar